# Île Bogoslof
L'île Bogoslof, en anglais Bogoslof Island, est le sommet émergé d'un grand stratovolcan sous-marin situé en mer de Béring. Le volcan aurait émergé en 1796.

## Géographie
Appartenant à l'Alaska, elle se situe 50 km au nord de l'arc volcanique des îles Aléoutiennes. Le sommet de l'île culmine à 150 mètres.
En 1909, le  président américain Theodore Roosevelt décide que l'île Bogoslof et sa voisine Fire Island deviendraient un sanctuaire pour les lions de mer et la nidification des oiseaux marins. Elles font désormais partie du refuge faunique national maritime d'Alaska. En novembre 1967, l'île est classée National Natural Landmark par le National Park Service ; les deux îles sont ajoutées au National Wilderness Preservation System en 1970.

## Histoire
Les deux dernières éruptions sont celles de 1992 et de décembre 2016 - août 2017,,,,. Cette dernière éruption entraîne des changements dans la géographie de l'île qui, en date du 29 décembre 2016, gagne 5,6 hectares mais en perd simultanément 7,2. L'éruption continue au moins jusqu'au 3 mars 2017 et contribue alors à l'agrandissement de l'île dont la surface passe de 29 hectares avant l'éruption à 102 hectares le 31 janvier 2017 pour revenir à 81 hectares le 12 février 2017. Au 11 mars 2017, l'île avait triplé en taille par rapport à début décembre 2016. Le 5 avril 2017, le service d'observation des volcans d'Alaska constate une accalmie marquée par le fait que depuis le 8 mars 2017, il n'y a eu aucune explosion majeure. Cependant le 17 mai 2017, l'activité explosive reprend. Un phénomène similaire se reproduit le 9 août 2017 et le 22 août, un nouveau dôme de lave de 160 mètres de diamètre est repéré. En décembre 2017, il est constaté un retour à la tranquillité après trois mois d'inactivité.
Dès août 2018, une expédition scientifique constate que des colonies d'oiseaux et d'otaries repeuplent l'île dont la taille a quadruplé de par l'éruption de 2016 - 2017 pour atteindre 1,3 km2, alors que des baleines croisent autour de l'île.
Bulles géantes : En 2017, des enregistrements (les premiers au monde de ce type) d'énormes dégazements subaquatiques ont pu être faits. Certaines de ces bulles de subsurface avaient une taille dépassant largement 400m, plus larges que le plus grand dôme artificiel du monde, celui du stade national de Singapour (qui est large de 310 m). A Bogoslof, comme sur quelques autres volcans sous-marins de même type, des marins avaient déjà signalé, avant des éruptions explosives, qu'un dôme noir géant pouvait brièvement apparaitre sur l'eau. Ces bulles géantes sont longtemps restées mal comprises, car elles rendent l’étude de ces volcans très dangereuse.
C'est à près de 60 kilomètres de là et grâce à des microphones aériens (et non des hydrophones) captant les basses fréquences que des scientifiques ont pu montrer que le volcan a éclaté plus de 70 fois en 9 mois, en émettant un grondement particulier, de quelques secondes, avant chaque éruption sous-marine. Ce bruit est celui des bulles éruptives qui s'étirent puis s'effondrent, selon une modélisation faite par ordinateur. Le diamètre de certaines bulles semble avoir atteint 440 mètres de diamètre. Elles se formeraient au contact de la lave avec l’eau de mer. La lave tend à se figer, mais cette bulle qui semble constituée de vapeur d'eau volcanique, ainsi que de dioxyde de carbone et de dioxyde de soufre pousse ce nouveau bouchon jusqu'à ce qu'un panache éruptif puisse se former.
Faune :  en 2018, il est rapporté que de nombreux oiseaux de mer prospèrent sur l'île et en 2019 c'est aussi le cas de grandes populations d'otaries.

## Illustrations

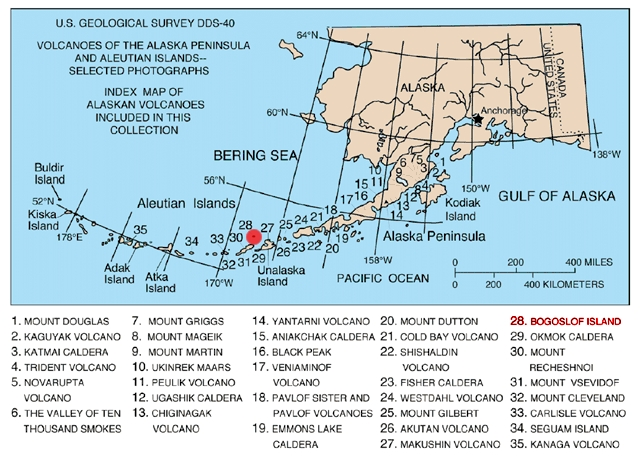
Carte montrant les volcans de l'Alaska. La marque indique la position de l'île Bogoslof.
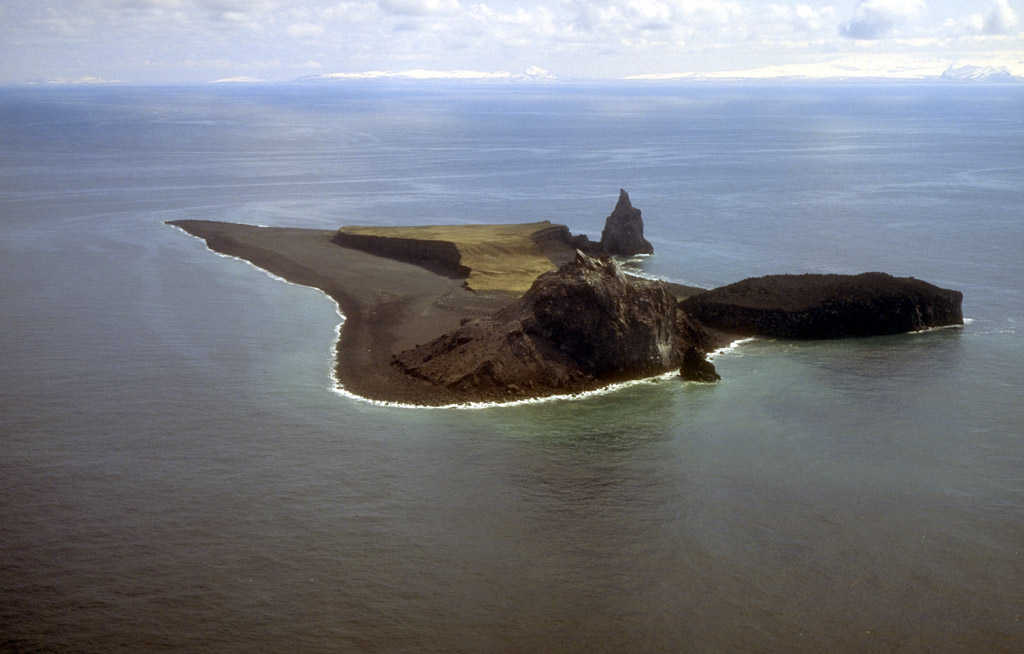
L'île Bogoslof en 1994.
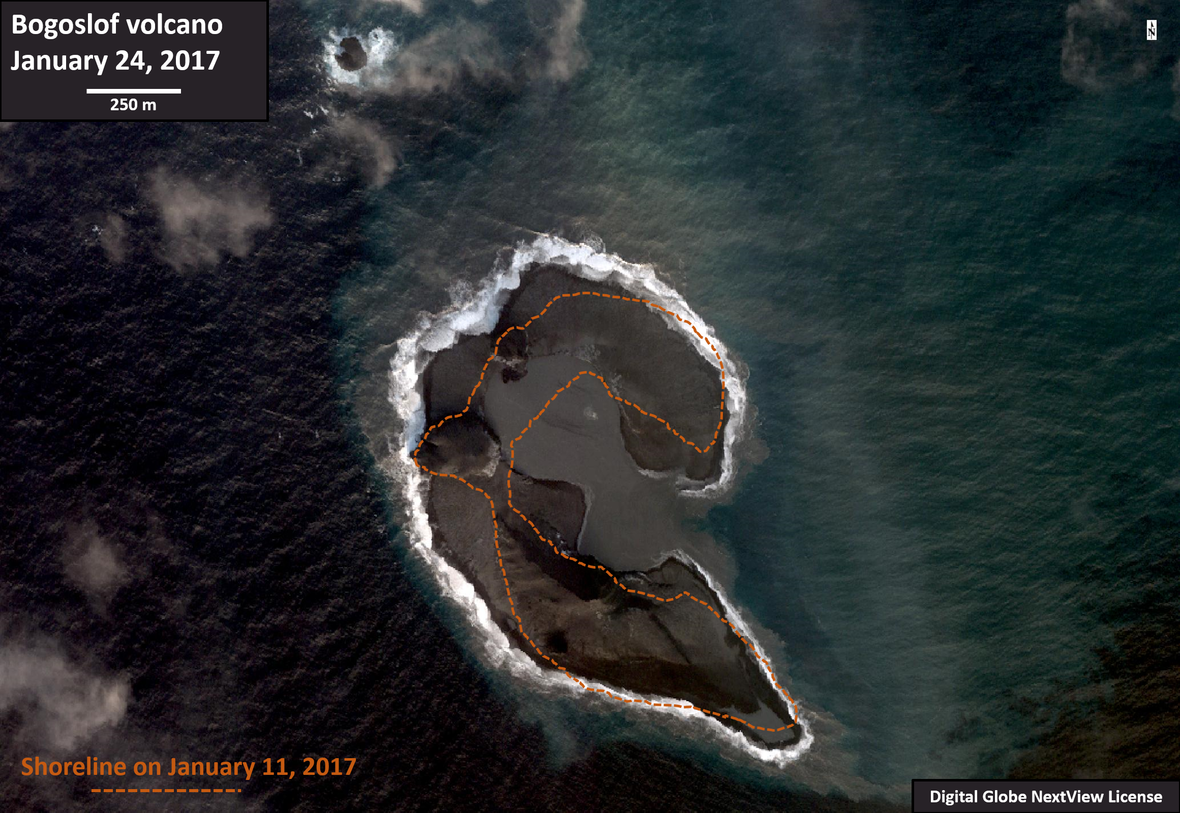
Analyse des évolutions du rivage de l'île Bogoslof, à la suite de l'activité volcanique entre les 11 et 24 janvier 2017. L'image de base est une vue satellite du 24 janvier 2017. Le rivage du 11 janvier est symbolisé par un pointillé orange.
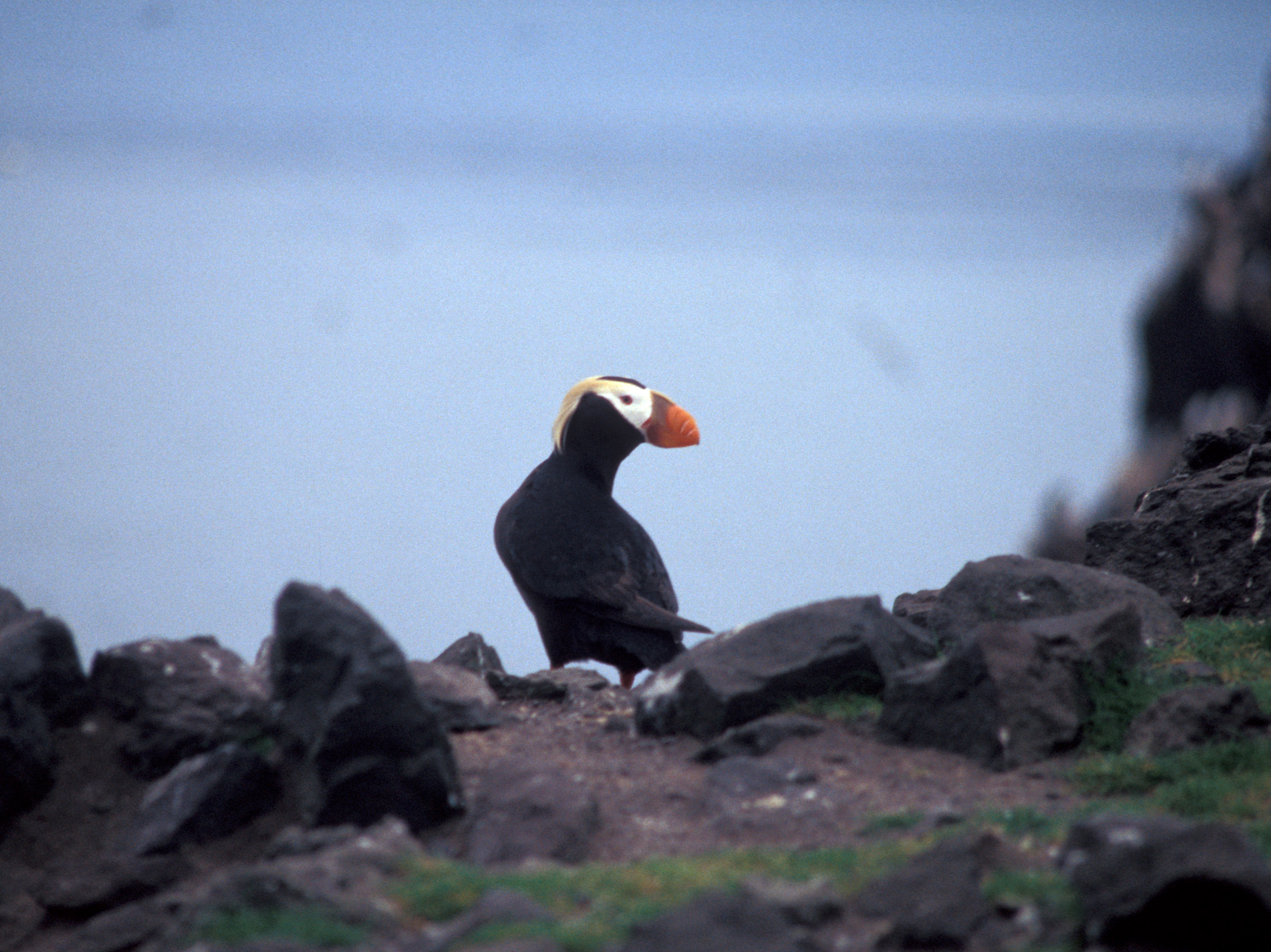
Un macareux huppé sur l'île Bogoslof.
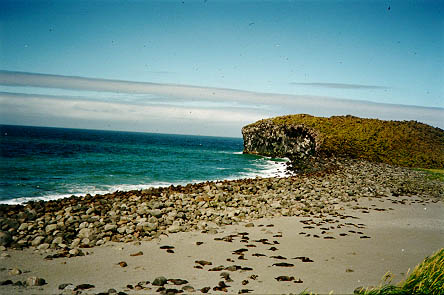
Une colonie d'otaries à fourrure sur l'île Bogoslof.